# 陳君豪
陳君豪（英語：Howe Chen，1982年5月29日—），台灣音樂製作人、作曲人、編曲人、吉他手。現任台灣環球音樂A&R總監。曾創辦音樂工作室成績好Studio，並於搖滾團體佛跳牆中擔任吉他手。2015年，佛跳牆獲得金曲獎最佳樂團獎與最佳編曲人獎。2017年，憑藉歌曲《是日救星》獲得金曲獎最佳單曲製作人獎。

## 經歷
2003年，與好友春麗、奧迪（現佛跳牆成員）、緯緯組成Formula樂隊，曾獲得Yamaha第16屆台北區（金聲）最佳樂團第一名、全國第二名、亞洲區第三名的成績，並於臺北市數個音樂教室擔任吉他老師。2006年至2012年，擔任戴佩妮、蔡健雅、魏如昀、張惠妹、徐佳瑩、楊丞琳、岑寧兒、伍思凱、許茹芸、柯泯薰等藝人的吉他手，並曾任職於強力錄音室。
2011年，與戴佩妮、黃宣銘、林泓毅、江尚謙、吳貞儀組成佛跳牆樂團。2015年，擔任張惠妹「烏托邦世界巡城演唱會」的吉他手。2020年，擔任蘇慧倫「生命之花30週年演唱會」音樂總監。

## 獎項
| 年份   | 頒獎典禮                   | 獎項               | 作品                                                          | 結果 |
| ------ | -------------------------- | ------------------ | ------------------------------------------------------------- | ---- |
| 2007年 | 當代論壇第三屆吉他創作大賽 | 第一名             | 《Traehevarb》                                                | 獲獎 |
| 2015年 | 第26屆金曲獎               | 最佳樂團獎         | 佛跳牆《給你看》                                              | 獲獎 |
| 2015年 | 第26屆金曲獎               | 最佳編曲人獎       | 佛跳牆〈給你看〉                                              | 獲獎 |
| 2016年 | 第27屆金曲獎               | 最佳編曲人獎       | 陳建瑋〈Would you be my girl〉                                | 提名 |
| 2017年 | 第28屆金曲獎               | 最佳單曲製作人獎   | 楊乃文〈離心力〉                                              | 提名 |
| 2017年 | 第28屆金曲獎               | 最佳單曲製作人獎   | 徐佳瑩〈是日救星〉                                            | 獲獎 |
| 2017年 | 第28屆金曲獎               | 最佳編曲人獎       | 徐佳瑩〈是日救星〉                                            | 提名 |
| 2019年 | 第30屆金曲獎               | 最佳編曲人獎       | 孫盛希〈人樣〉                                                | 提名 |
| 2019年 | 第30屆金曲獎               | 最佳單曲製作人獎   | 謝震廷〈愛麗絲〉                                              | 提名 |
| 2020年 | 第31屆金曲獎               | 最佳演唱錄音專輯獎 | 佛跳牆《BJ 肆》                                               | 提名 |
| 2020年 | 第31屆金曲獎               | 最佳單曲製作人獎   | 陳君豪、張立羣〈Y.O.Y〉                                       | 提名 |
| 2022年 | 第33屆金曲獎               | 最佳單曲製作人獎   | Robot Swing、陳以恆、洪佩瑜〈AI敢會愛?〉                      | 提名 |
| 2022年 | 第33屆金曲獎               | 最佳單曲製作人獎   | 徐佳瑩〈以上皆非〉                                            | 獲獎 |
| 2023年 | 第34屆金曲獎               | 最佳單曲製作人獎   | 黃玠瑋〈游牧〉                                                | 提名 |
| 2023年 | 第34屆金曲獎               | 最佳演唱錄音專輯獎 | 黃玠瑋《游牧》                                                | 提名 |
| 2023年 | 第34屆金曲獎               | 最佳演唱錄音專輯獎 | 徐佳瑩《給》                                                  | 提名 |
| 2023年 | 第34屆金曲獎               | 最佳專輯製作人獎   | 提名                                                          |      |
| 2023年 | 第34屆金曲獎               | 最佳專輯製作人獎   | 吳青峰《馬拉美的星期二》                                      | 提名 |
| 2023年 | 第34屆金曲獎               | 最佳編曲人獎       | 吳青峰、Maîtrise Saint-Marc - Les Choristes〈（……催眠大師）〉 | 提名 |
| 2023年 | 第1屆浪潮音樂大賞          | 最佳單曲製作       | 吳青峰〈（......醉鬼阿Q）〉                                   | 提名 |
| 2023年 | 第1屆浪潮音樂大賞          | 最佳專輯製作       | 徐佳瑩《給》                                                  | 提名 |
| 2023年 | 第1屆浪潮音樂大賞          | 最佳專輯製作       | 吳青峰《馬拉美的星期二》                                      | 提名 |
| 2023年 | 第1屆浪潮音樂大賞          | 最佳編曲           | 徐佳瑩〈以上皆非〉                                            | 獲獎 |
| 2024年 | 第35屆金曲獎               | 最佳專輯製作人獎   | 楊乃文《Flow》                                                | 獲獎 |
| 2024年 | 第35屆金曲獎               | 最佳演唱錄音專輯獎 | 楊乃文《Flow》                                                | 提名 |
| 2024年 | 第35屆金曲獎               | 最佳演奏錄音專輯獎 | Plutato《Pluto Potato》                                       | 獲獎 |

## 外部連結
- 成績好Studio的Facebook專頁
- 陳君豪的Instagram帳戶